# 이반 솔로비요프 (축구 선수)
이반 블라디미로비치 솔로비요프(러시아어: Ива́н Влади́мирович Соловьёв, 1993년 3월 29일, 러시아 칼루가 ~ )는 현재 우즈베키스탄 슈퍼리그의 FC 나사프에서 미드필더로 뛰는 러시아 출신의 축구 선수이다.

## 선수 경력

### 디나모 모스크바
2012년 10월 31일, 솔로비요프는 디나모 모스크바에서의 첫 경기를 러시아 컵 2012-13 시즌 16강전에서 힘키를 상대로 벨라루스의 파벨 네카이추크와 교체 출장하여 가졌으며, 그경기는 2 대 1로 승리했다.
그는 같은 해 11월 4일 크라스노다르와의 경기에서 교체출장하여 1부리그인 러시아 프리미어리그에서의 첫경기를 가졌다. 다음 경기인 11월 10일, 알라니야 블라디캅카스를 상대로 첫 선발 경기를 가졌다.
2013년 3월 9일, 로코모티프 모스크바를 상대로 전반 20분에 골을 넣어, 개인 통산 리그 첫 득점을 하였으며, 이 경기는 1 대 0으로 이겼다.

### 제니트 상트페테르부르크
그는 2013년 8월 1일 디나모 모스크바와의 계약이 끝난 후 제니트 상트페테르부르크에 입단했다.
2014년 11월 9일, FC 테레크 그로즈니를 상대로 후반 18분 올레크 샤토프와 교체되어, 제니트에서 1부 리그에 첫 출장하였며, 그 경기는 3 대 1로 패배했다.